# Vito Pallabazzer
Vito Pallabazzer (Colle Santa Lucia, 3 ottobre 1928 – Firenze, 22 giugno 2009) è stato un linguista e glottologo italiano.

## Biografia
Dopo aver frequentato la scuola elementare nel suo paese natale, Colle Santa Lucia, proseguì gli studi dapprima a Bolzano e poi a Belluno. Si iscrisse quindi presso la facoltà di lettere dell'Università degli Studi di Firenze dove si laureò con la tesi "Nomi delle piante indigene nel dialetto di Colle Santa Lucia".
Allievo di Carlo Battisti con il quale collaborò presso l'Istituto di Studi per l'Alto Adige con sede a Firenze, Pallabazzer fu molto attivo nel campo della ricerca in linguistica e dialettologia dell'area dolomitica. Pubblicò diversi lavori sulla toponomastica, sulla flora, sulla fauna, sulle tradizioni e sui costumi dell'alto Agordino.
Sono più di 400 le opere (tra monografie e articoli in riviste scientifiche) pubblicate da Pallabazzer.
A partire dal 1977 fu direttore dell'Istituto di Studi per l'Alto Adige. Dal 2004 al 2008 fu anche presidente dell'Istitut Cultural Ladin Cesa de Jan con sede a Colle Santa Lucia.

## Opere principali
- Pallabazzer, Vito (1972): I nomi di luogo dell'alto Cordevole. Firenze: Olschki.
- Pallabazzer, Vito/Chizzali, Floriano (1978): Colle Santa Lucia. Vita e Costume. Mestre: Edizioni Turismo Veneto.
- Pallabazzer, Vito (1990): Lingua e Cultura Ladina. Lessico e onomastica di Laste, Rocca Pietore, Colle Santa Lucia, Selva di Cadore, Alleghe.
- Pallabazzer, Vito (1992): Paranormale e società dolomitica. Credenze, miti, fenomeni strani e meravigliosi delle genti ladine. Vigo di Fassa: Istitut Cultural Ladin "Majon di Fashegn".
- Pallabazzer, Vito (2005): Gente di Montagna. Dalle Dolomiti storie e costumanze senza tempo. Falcade: Nuovi Sentieri Editore.